# Danny Gottlieb

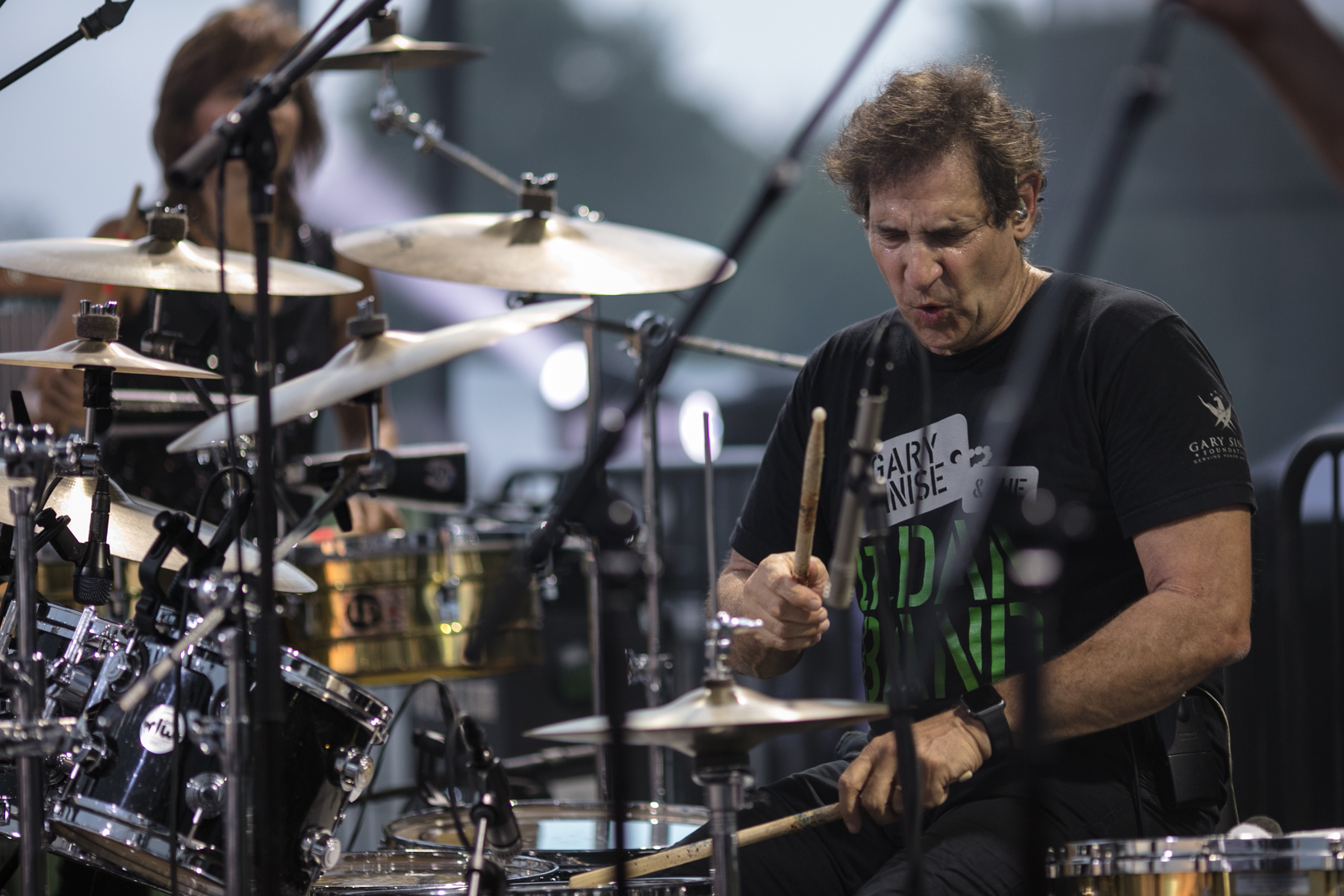
Danny Richard Gottlieb am Schlagzeug (2017)

Daniel Richard „Danny“ Gottlieb (* 18. April 1953 in New York) ist ein US-amerikanischer Jazz-Schlagzeuger.

## Leben
Gottlieb wuchs in Union (New Jersey) auf und begann mit 14 Jahren mit dem Schlagzeugspiel. Er studierte an der University of Miami, wo er 1975 seinen Abschluss (B.M.) machte, und privat unter anderem bei Joe Morello (seit 1970), Gary Chester, Mel Lewis und Jack DeJohnette.
Bekannt wurde er Mitte der 1970er Jahre als Mitglied der Band von Gary Burton. 1977 verließ er diese mit Pat Metheny, um Mitglied der ersten Pat Metheny Group (mit Mark Egan und Lyle Mays) zu werden, der er bis 1984 angehörte. 1978 war er mit Colours von Eberhard Weber auf Tour. Er war auch Mitglied der Bands von Stan Getz (kurz in den 1980er Jahren), des Gil Evans Orchestra (mit dem er häufig spielte), Bobby McFerrin, des Mahavishnu Orchestra von John McLaughlin (um 1984), Eddie Gomez, Al Di Meola (1985), Mike Stern und spielte mit zahlreichen weiteren Jazz-Größen und anderen Musikern wie Sting. 1982 gründete er mit Mark Egan als Ko-Leader die Gruppe Elements, das gleichnamige Debütalbum erschien 1982. Zeitweise spielte er im Contempo Jazz Trio mit Mark Soskin und Chip Jackson.
Gottlieb unterrichtete regelmäßig in Jazz-Clinics und hat auch mehrere Unterrichts-DVDs herausgegeben, teilweise mit seinem Lehrer Joe Morello. Er ist Assistant Professor of Jazz Studies an der University of North Florida und war Artist in Residence an mehreren anderen Universitäten.
Gottlieb war als gefragter Studiomusiker auf zahlreichen Platten als Sideman (von denen fünf Grammys erhielten), mehrere als Ko-Leader z. B. von Elements und brachte bis 2007 fünf Cds als Leader heraus (zuerst Aquamarine 1987).

## Diskografie (Auszug)

### Solo
- Aquamarine (Atlantic) mit John McLaughlin, Joe Satriani, John Abercrombie, Mitchel Forman u. a.
- Whirlwind (Atlantic) mit Chuck Loeb, Mark Egan u. a.
- Brooklyn Blues (Big World) mit Gil Goldstein, John Abercrombie, Jeremy Steig, Chip Jackson
- Beautiful Ballads (Nicolosi Productions) mit Mark Soskin und Chip Jackson
- Jazz Standards (Nicolosi Productions) mit Andy Laverne und Chip Jackson
- Back to the Past (Nicolosi Productions)

### Elements/Als Co-Leader mit Mark Egan
- Elements (Antilles) (1982)
- Forward Motion (Antilles) (1983)
- Illumination (BMG) (1984)
- Liberal Arts (BMG) (1985)
- Spirit River (BMG) (1986)
- Live in the Far East, Vol 1 (Wavetone) (1987)
- Live in the Far East, Vol 2 (Wavetone) (1988)
- Untold Stories (Wavetone) (1989)
- Blown Away (Wavetone) (2008)

### Als Co-Leader mit Pete Levin
- The New Age of Christmas (Atlantic) (1990)
- Masters in this Hall (Levin Productions) (1998)

### Als Co-Leader mit Per Daniellson
- Gottlieb-Danielson Project (Clavebop)